# Сокол (стадион, Елизаветинский переулок, Москва)

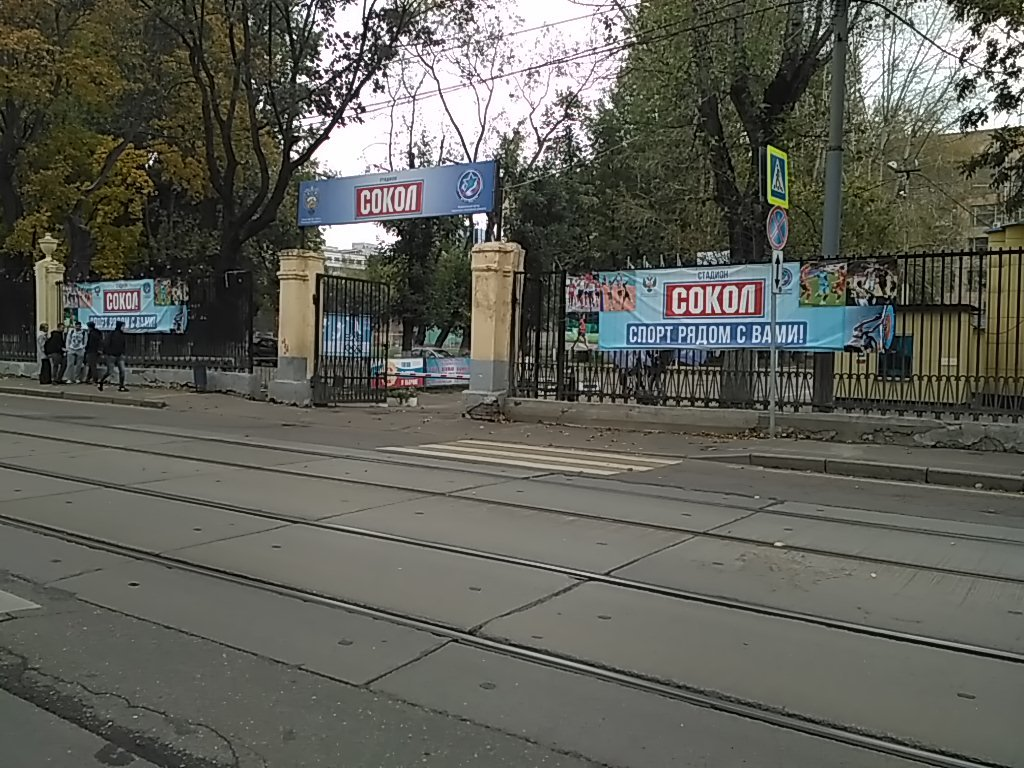

«Сокол» — стадион, расположенный в Центральном административном округе Москвы, в Елизаветинском переулке.
Домашний стадион футбольного клуба «Луч» — участника первенства России среди ЛФК (III дивизион) в зоне «Москва» (чемпионат Москвы, Дивизион «А») в 2021 и 2022 годах. В 2023 году — домашний стадион футбольного клуба «Сокол» — участника первенства России среди ЛФК (III дивизион) в зоне «Москва» (чемпионат Москвы, Дивизион «А»).

## История
Стадион «Сокол» был построен в 1938 году на месте осушенных и засыпанных прудов. 
Стадион принадлежал строительно-монтажному управлению, отсюда его первое название — «Строитель». В составе стадиона было 5 теннисных кортов, где проводилось первенство Москвы по теннису.
В 1970-х годах стадион был передан авиационному конструкторскому бюро «Туполев», после чего и получил свое нынешнее название «Сокол». Стадион был переоборудован, построена хоккейная коробка, поле с резиновым покрытием. Летом на стадионе играли в футбол, зимой использовался как каток, поле для русского хоккея.
В 1999 году стадион был передан ФГОУ «Государственная Школа Высшего Спортивного Мастерства». В 2001 году на стадионе «Сокол» началась реконструкция. На футбольном поле появилось искусственное покрытие. Уже на следующий год началась его эксплуатация. Хоккейная коробка стала использоваться для пейнтбола.
В 2010 году начался капитальный ремонт стадиона «Сокол». Были построены и отремонтированы новые комфортные раздевалки, оборудованные душевыми и инфракрасными саунами.
По состоянию на 2019 год спорткомплекс обладает двумя полями с искусственным покрытием последнего поколения, площадками для волейбола, площадкой для стрельбы из лука, комплексом ГТО (VI-XI ступени), беговыми дорожками а также зрительскими трибунами и бесплатной вместительной парковкой. Стадион «Сокол» освещен и оснащен аудио аппаратурой для звукового сопровождения различных мероприятий.
Учебно тренировочная база «Сокол» является объектом Федерального центра подготовки спортивного резерва в структуре министерства спорта Российской Федерации.

## Эксплуатация
Ежедневно на стадионе «Сокол» http://stadion-sokol.com/stadion тренируются детские футбольные секции, учащиеся вузов, а также многочисленные корпоративные команды. Регулярно проводятся массовые соревнования и корпоративные мероприятия. Общая аудитория за год достигает 200 тыс. (участники, болельщики, СМИ).

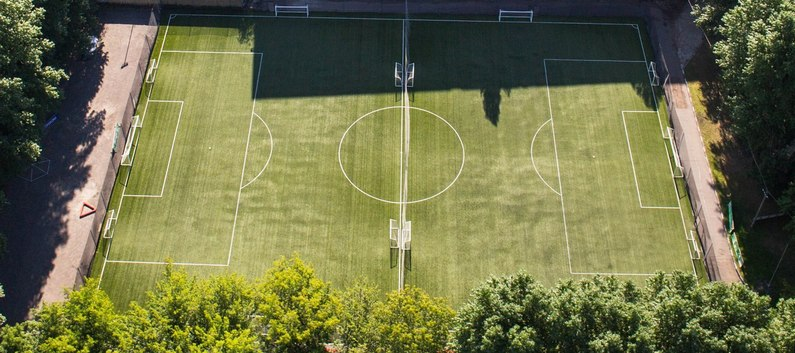

## Футбольные поля

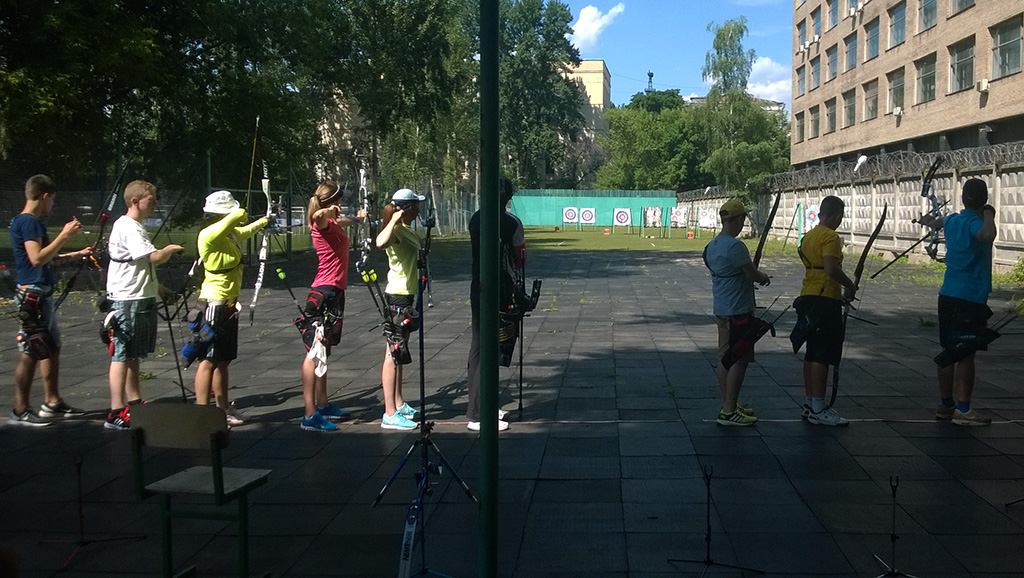

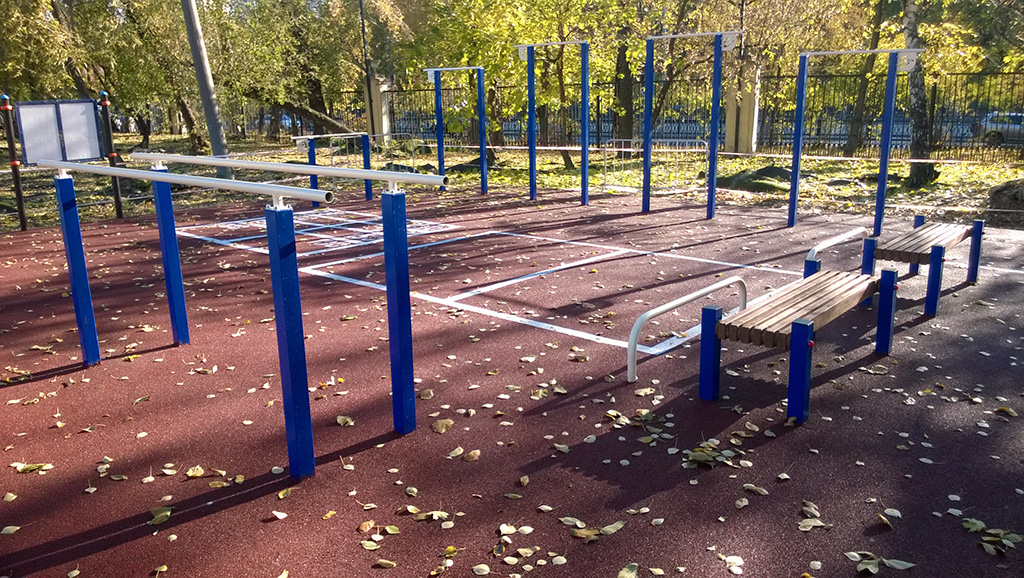

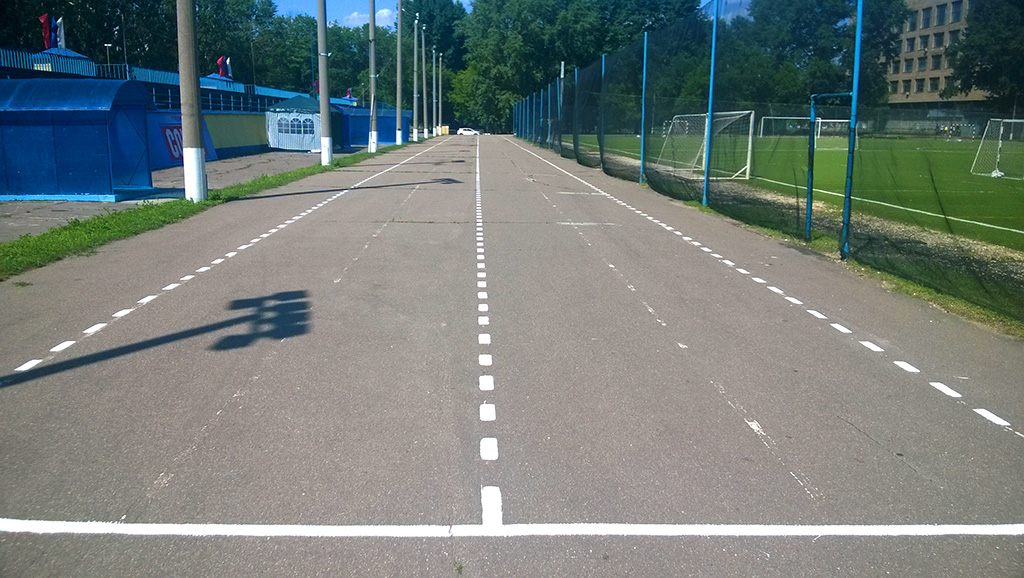

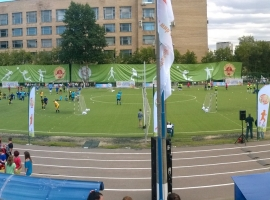

Поле № 1
Искусственный газон
Размер: 62х96 метра.
Трибуны: 800 зрителей
Поле № 2
Искусственный газон
Размер: 62х82 метра.
Трибуны: 400 зрителей
Поле № 3
Искусственный газон
Размер: 25х50 метра.
Спортивные площадки
- Две волейбольные (бадминтонные) площадки с искусственным покрытием

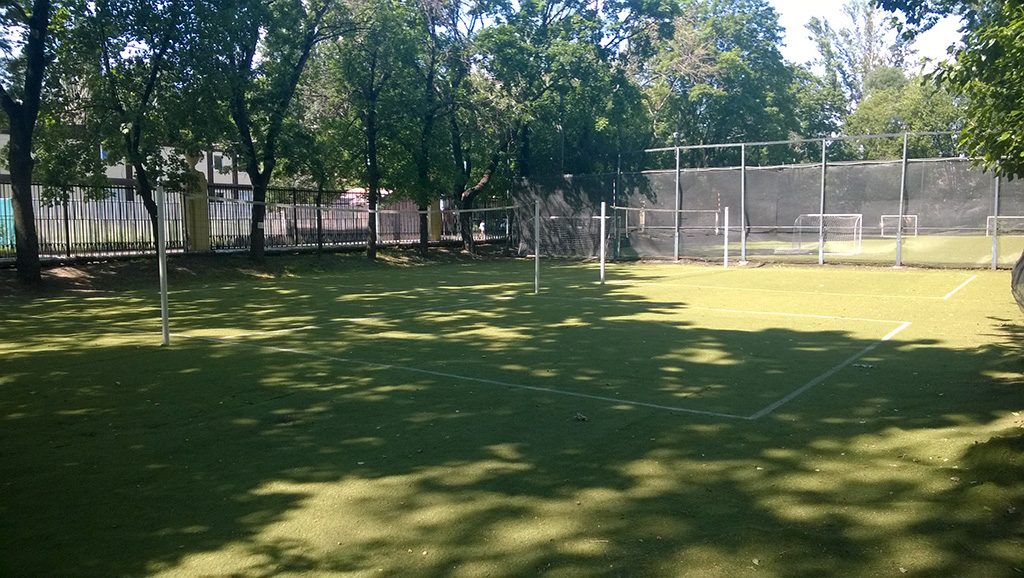

- Площадка для стрельбы из лука
- Комплексом ГТО (VI-XI ступени)
- Беговые дорожки
- Легкоатлетическое ядро

## Соревнования
Наиболее значимые турниры:
- Кубок РЭУ им. Плеханова
- Испанская любительская лига
- Итальянская любительская лига